# Campionati del mondo di corsa campestre 2015
Il XLI Campionato mondiale di corsa campestre si è tenuto a Guiyang, in Cina, il 28 marzo 2015 al Guiyang Horse Racing Circuit. È stata la 41ª edizione, organizzata dalla IAAF. Si sono tenuti per la prima volta in Cina, e per la terza in Asia (dopo Fukuoka nel 2006 e Amman nel 2009). Vi hanno preso parte 410 atleti in rappresentanza di 51 nazioni. Il titolo maschile è stato vinto da Geoffrey Kamworor mentre quello femminile da Agnes Tirop.

## Nazioni partecipanti
Qui sotto sono elencate le nazioni che hanno partecipato a questi campionati (tra parentesi il numero degli atleti per ciascuna nazione). Hanno partecipato un totale di 410 atleti da 51 nazioni diverse. Ciò rappresenta un incremento di dieci nazioni e tredici atleti partecipanti in più rispetto all'edizione precedente.
- Algeria (19)
- Arabia Saudita (1)
- Australia (22)
- Bahrein (15)
- Bielorussia (1)
- Bhutan (2)
- Brasile (4)
- Burundi (3)
- Canada (22)
- Cina (24)
- Corea del Nord (4)
- Danimarca (6)
- Ecuador (4)
- Egitto (1)
- Eritrea (16)
- Figi (1)
- Francia (13)

- Giappone (21)
- Giordania (2)
- Gran Bretagna (17)
- India (2)
- Indonesia (2)
- Italia (6)
- Kenya (24)
- Kirghizistan (1)
- Marocco (11)
- Mongolia (2)
- Nepal (2)
- Perù (12)
- Polonia (4)
- Portogallo (2)
- Qatar (4)
- Ruanda (4)
- Seychelles (1)

- Singapore (2)
- Spagna (14)
- Stati Uniti (24)
- Sudafrica (23)
- Sudan (5)
- Svezia (1)
- Svizzera (1)
- Tagikistan (2)
- Taipei cinese (1)
- Tanzania (5)
- Turchia (1)
- Uganda (19)
- Uzbekistan (4)
- Yemen (6)
- Zambia (1)
- Zimbabwe (2)

## Programma
| Data     | Ora (CET)                | Gara |
| -------- | ------------------------ | ---- |
| 28 marzo |                          |      |
| 06:00    | Corsa under 20 femminile |      |
| 06:30    | Corsa under 20 maschile  |      |
| 07:15    | Corsa seniores femminile |      |
| 08:10    | Corsa seniores maschile  |      |

## Medagliati
| Specialità                     | Oro               | Prestazione | Argento                 | Prestazione | Bronzo          | Prestazione |
| Individuale                    |                   |             |                         |             |                 |             |
| Gara maschile (12 km)          | Geoffrey Kamworor | 34'52"      | Bedan Karoki            | 35'00"      | Muktar Edris    | 35'06"      |
| Gara femminile (8 km)          | Agnes Tirop       | 26'01"      | Senbere Teferi          | 26'06"      | Netsanet Gudeta | 26'11"      |
| Gara maschile under 20 (8 km)  | Yasin Haji        | 23'42"      | Geoffrey Kipkirui Korir | 23'47"      | Alfred Ngeno    | 23'54"      |
| Gara femminile under 20 (6 km) | Letesenbet Gidey  | 19'48"      | Dera Dida               | 19'48"      | Etagegn Woldu   | 19'43"      |
| A squadre                      |                   |             |                         |             |                 |             |
| Gara maschile (12 km)          | Etiopia           | 20 punti    | Kenya                   | 20 punti    | Bahrein         | 54 punti    |
| Gara femminile (8 km)          | Etiopia           | 17 punti    | Kenya                   | 19 punti    | Uganda          | 101 punti   |
| Gara maschile under 20 (8 km)  | Kenya             | 19 punti    | Etiopia                 | 33 punti    | Eritrea         | 52 punti    |
| Gara maschile under 20 (6 km)  | Etiopia           | 11 punti    | Kenya                   | 33 punti    | Bahrein         | 52 punti    |

## Risultati

### Individuale (uomini seniores)
| Pos. | Atleta                 | Nazione  | Tempo (m's") |
| ---- | ---------------------- | -------- | ------------ |
|      | Geoffrey Kamworor      | Kenya    | 34'52"       |
|      | Bedan Karoki Muchiri   | Kenya    | 35'00"       |
|      | Muktar Edris           | Etiopia  | 35'06"       |
| 4    | Hagos Gebrhiwet        | Etiopia  | 35'15"       |
| 5    | Leonard Barsoton       | Kenya    | 35'24"       |
| 6    | Tamirat Tola           | Etiopia  | 35'33"       |
| 7    | Atsedu Tsegay          | Etiopia  | 35'47"       |
| 8    | Moses Kibet            | Uganda   | 35'53"       |
| 9    | Ismail Juma            | Tanzania | 35'55"       |
| 10   | Aweke Ayalew           | Bahrein  | 35'56"       |
| 11   | Albert Kibichii Rop    | Bahrein  | 35'59"       |
| 12   | Phillip Kiprono Langat | Kenya    | 36'05"       |

### Squadre (uomini seniores)
| Muktar Edris    | 3    |
| Hagos Gebrhiwet | 4    |
| Tamirat Tola    | 6    |
| Atsedu Tsegay   | 7    |
| (Bonsa Dida)    | (14) |
| (Tesfaye Abera) | (26) |

| Geoffrey Kamworor       | 1    |
| Bedan Karoki Muchiri    | 2    |
| Leonard Barsoton        | 5    |
| Phillip Kiprono Langat  | 12   |
| (Moses Letoyie)         | (16) |
| (Joseph Kiprono Kiptum) | (21) |

| Aweke Ayalew        | 10   |
| Albert Kibichii Rop | 11   |
| El Hassan Elabbassi | 15   |
| Isaac Korir         | 18   |
| (Zelalem Bacha)     | (19) |
| (Hassan Chani)      | (20) |

- Nota: gli atleti tra parentesi non hanno concorso al punteggio totale della squadra

### Individuale (uomini under 20)
| Pos. | Atleta                  | Nazione | Tempo (m's") |
| ---- | ----------------------- | ------- | ------------ |
|      | Yasin Haji              | Etiopia | 23'42"       |
|      | Geoffrey Kipkirui Korir | Kenya   | 23'47"       |
|      | Alfred Ngeno            | Kenya   | 23'54"       |
| 4    | Dominic Kiptarus        | Kenya   | 24'00"       |
| 5    | Evans Rutto Chematot    | Bahrein | 24'03"       |
| 6    | Abraham Habte           | Eritrea | 24'04"       |
| 7    | Yihunilign Adane        | Etiopia | 24'05"       |
| 8    | Abe Gashahun            | Etiopia | 24'08"       |
| 9    | Fred Musobo             | Uganda  | 24'10"       |
| 10   | Rodgers Kwemoi          | Kenya   | 24'11"       |
| 11   | Joshua Cheptegei        | Uganda  | 24'11"       |
| 12   | Moses Koech             | Kenya   | 24'11"       |

### Squadre (uomini under 20)
| Geoffrey Kipkirui Korir | 2    |
| Alfred Ngeno            | 3    |
| Dominic Kiptarus        | 4    |
| Rodgers Kwemoi          | 10   |
| (Moses Koech)           | (12) |
| (John Langat)           | (16) |

| Yasin Haji       | 1    |
| Yihunilign Adane | 7    |
| Abe Gashahun     | 8    |
| Haymanot Alewe   | 17   |
| (Yohans Mekasha) | (21) |
| (Adane Weletaw)  | (24) |

| Abraham Habte          | 6    |
| Afewerki Berhane       | 13   |
| Mogos Shumay           | 14   |
| Aron Kifle             | 19   |
| (Yemane Haileselassie) | (23) |

- Nota: gli atleti tra parentesi non hanno concorso al punteggio totale della squadra

### Individuale (donne seniores)
| Pos. | Atleta                 | Nazione | Tempo (m's") |
| ---- | ---------------------- | ------- | ------------ |
|      | Agnes Tirop            | Kenya   | 26'01"       |
|      | Senbere Teferi         | Etiopia | 26'06"       |
|      | Netsanet Gudeta        | Etiopia | 26'11"       |
| 4    | Alemitu Heroye         | Etiopia | 26'14"       |
| 5    | Stacy Chepkemboi Ndiwa | Kenya   | 26'16"       |
| 6    | Emily Chebet Muge      | Kenya   | 26'18"       |
| 7    | Irene Chepet Cheptai   | Kenya   | 26'26"       |
| 8    | Mamitu Daska           | Etiopia | 26'29"       |
| 9    | Belaynesh Oljira       | Etiopia | 26'29"       |
| 10   | Genet Yalew            | Etiopia | 27'00"       |
| 11   | Nazret Weldu           | Eritrea | 27'19"       |
| 12   | Janet Kisa             | Kenya   | 27'22"       |

### Squadre (donne seniores)
| Senbere Teferi     | 2    |
| Netsanet Gudeta    | 3    |
| Alemitu Heroye     | 4    |
| Mamitu Daska       | 8    |
| (Belaynesh Oljira) | (9)  |
| (Genet Yalew)      | (10) |

| Agnes Tirop            | 1    |
| Stacy Chepkemboi Ndiwa | 5    |
| Emily Chebet Muge      | 6    |
| Irene Chepet Cheptai   | 7    |
| (Janet Kisa)           | (12) |
| (Margaret Kipkemboi)   | (13) |

| Juliet Chekwel      | 14    |
| Nyakisi Adero       | 24    |
| Patricia Chepkwemoi | 30    |
| Emily Chebet        | 33    |
| (Nancy Cheptegei)   | (DNF) |

- Nota: gli atleti tra parentesi non hanno concorso al punteggio totale della squadra

### Individuale (donne under 20)
| Pos. | Atleta                    | Nazione | Tempo (m's") |
| ---- | ------------------------- | ------- | ------------ |
|      | Letesenbet Gidey          | Etiopia | 19'48"       |
|      | Dera Dida                 | Etiopia | 19'49"       |
|      | Etagegn Woldu             | Etiopia | 19'53"       |
| 4    | Daisy Jepkemei            | Kenya   | 19'59"       |
| 5    | Mihret Tefera             | Etiopia | 20'02"       |
| 6    | Dagmawit Kibru            | Etiopia | 20'07"       |
| 7    | Gladys Jeptekeny Kipkoech | Kenya   | 20'13"       |
| 8    | Desi Mokonin              | Bahrein | 20'17"       |
| 9    | Ruth Jebet                | Bahrein | 20'20"       |
| 10   | Winfred Nzisa Mbithe      | Kenya   | 20'31"       |
| 11   | Stella Chesang            | Uganda  | 20'37"       |
| 12   | Rosefline Chepngetich     | Kenya   | 20'38"       |

### Squadre (donne under 20)
| Letesenbet Gidey | 1    |
| Dera Dida        | 2    |
| Etagegn Woldu    | 3    |
| Mihret Tefera    | 5    |
| (Dagmawit Kibru) | (6)  |
| (Zerfe Lemeneh)  | (14) |

| Daisy Jepkemei            | 4    |
| Gladys Jeptekeny Kipkoech | 7    |
| Winfred Nzisa Mbithe      | 10   |
| Rosefline Chepngetich     | 12   |
| (Winnie Jebichii Koima)   | (13) |
| (Joyline Cherotich)       | (22) |

| Desi Mokonin             | 8    |
| Ruth Jebet               | 9    |
| Fatuma Jawaro Chebsi     | 15   |
| Bontu Rebitu             | 20   |
| (Dalila Abdulkadir Gosa) | (28) |

- Nota: gli atleti tra parentesi non hanno concorso al punteggio totale della squadra

## Medagliere
Legenda
     Paese ospitante
| Posizione | Paese   | Oro | Argento | Bronzo | Totale |
| --------- | ------- | --- | ------- | ------ | ------ |
| 1         | Etiopia | 5   | 3       | 3      | 11     |
| 2         | Kenya   | 3   | 5       | 1      | 9      |
| 3         | Bahrein | 0   | 0       | 2      | 2      |
| 4         | Eritrea | 0   | 0       | 1      | 1      |
| 4         | Uganda  | 0   | 0       | 1      | 1      |
| Totale    | Totale  | 8   | 8       | 8      | 24     |